# Catocala angustata
Catocala angustata är en fjärilsart som beskrevs av Schultz 1906. Catocala angustata ingår i släktet Catocala och familjen nattflyn. Inga underarter finns listade i Catalogue of Life.